# Лазьня-Нова (театр)

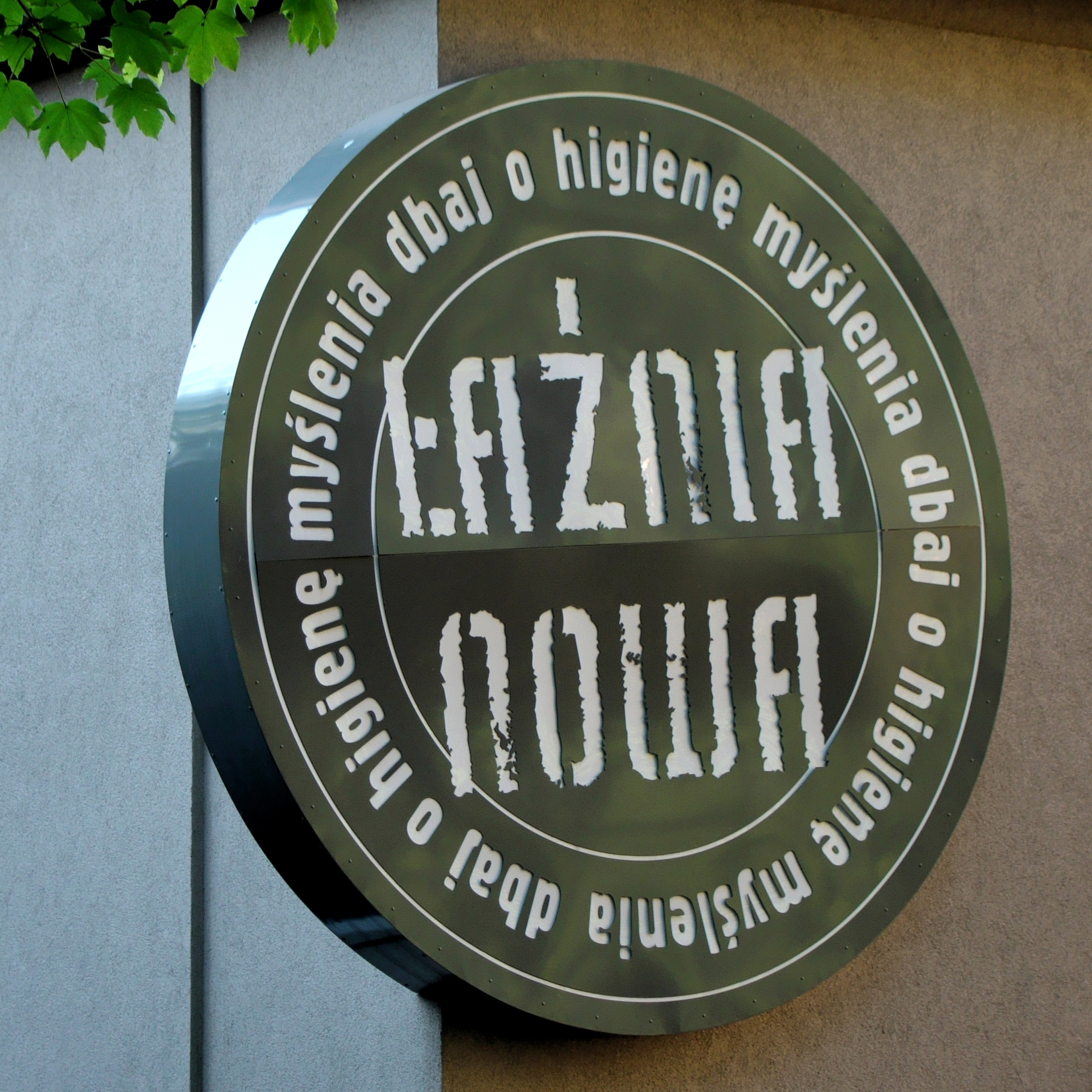
Вывеска

Театр «Лазьня-Нова» (пол. Teatr Łaźnia Nowa) — драматический театр, находящийся в Кракове по адресу Оседле-Школьне, 25.

## История
Театр был основан 1 января 2005 года на основе любительского театра «Лазьня». Театр находится в здании бывшего электротехнического техникума. Директором театра в настоящее время является Бартош Шидловский.
Программа театра реализуется в рамках постиндустриального общества и сочетает художественную и социальную активность. Театр представляет спектакли и организует различные фестивали, выставки, кинопоказы. Кроме помещения театра театральные представления проходят на открытом воздухе на территории Новой-Хуты, на улицах и во дворах жилых домов. Театр организует ежемесячное бесплатное представление под названием «Ледокол».
В 2005 году театр «Лазьня-Нова» вступил в международную театральную организацию «Trans Europe Halles», объединяющую театральные группы, реализующих постиндустриальную программу.

## Директора театра
- Бартош Шидловский (с 1.01.2005 года).

## Награды
- В 2005 году театр «Лазьня-Нова» спектакль театра «Cukier w normie» (Сахар в норме) стал лауреатом XI Всепольского конкурса современного искусства;
- Спектакль «Kochałam Bogdana W.» (Люблю Богдана В.) был признан лучшим спектаклем Фестиваля новой драматургии.